# Майя Хиллс
Майя Хиллс (англ. Maya Hills, настоящее имя — Екатерина Вторушина; род. 21 августа 1987 года, СССР) — американская порноактриса.

## Биография
Наполовину эскимоска, наполовину русская. Родилась в 1987 году в Западной Сибири. В 1995 году вместе со своей семьёй переехала в США. В 17 лет пошла в колледж, но бросила его через полгода. В колледже Майя изучала деловое администрирование и хотела стать кредитным брокером.
Карьеру порноактрисы начала в 2005 году, в возрасте 18 лет. За всю карьеру с 2005 по 2015 год снялась в 387 порнофильмах.

## Премии и номинации
- 2008 AVN Award номинация — Лучшая новая старлетка (Best New Starlet)[4]
- 2008 AVN Award номинация — Лучшая оральная сцена — видео (Best Oral Sex Scene — video) — Blow Me Sandwich 11[4]

## Избранная фильмография
- Before They Were Stars 4 (4 Disc Set)
- Squirt In My Gape 3
- Big Wet Asses 11
- Whale Tail (4 Pack)
- The 4 Finger Club 23
- Candy Ass (4 Disc Set)
- Young As They Cum 21
- Monster Meat 4 (2 Disc Set)
- Who’s Your Daddy ? 10
- Mark Ashley Fucks Them All 2
- All American Cream Pie
- Shane Diesel Makes 'Em Squirt
- Cum In Her Mouth Not Her Hands
- Swallowed
- Shane Diesel Does Them All 6 (2 Disc Set)
- Hand To Mouth 6
- Throat Jobs
- Cum In My Ass Not In My Mouth 5 (2 Disc Set)
- All Teens 2
- Bring it Black